# 火神 (馬)
火神（日語：フサイチパンドラ），是日本純種競賽馬匹。生涯活躍於中距離賽事，曾勝出2006年女皇伊利沙伯二世盃，亦是其父系週日寧靜的最後一代子嗣。

## 出賽前
2003年2月27日出生於北海道安平町北部牧場，成長途中於拍賣會中被馬主關口房朗以9135萬日圓購入。
其後交由栗東訓練中心練馬師白井壽昭訓練。

## 競賽生涯

### 2歲
2005年11月12日出戰京都競馬場2歲新馬戰，比賽初段選擇於先頭位置推進，進入直路後隨即加速不斷拋離後方對手，最終以6馬位巨大優勢取得首勝。
其後出戰阪神兩歲牝馬錦標，本次比賽採用後上戰術下於直路未能完全發揮末腳赤道，最終敗於T M Precure及Secret Code以第三完賽。
年末其再出戰一場2歲500萬獎金以下條件戰，於其中獲得第三。

### 3歲
2006年年初主要出戰條件戰，並於兩場比賽之中取得一冠的戰績。
3月18日出戰百花盃，比賽初段以積極的策略搶佔位置於第二推進，通過最後彎道後經已取得領先，可惜於直路稍爲力弱下被後方的天之吻超越，最終以1 1/2馬位差距落敗。
其後出戰櫻花賞，比賽途中採用居中戰術並不斷加速爬升，雖然於直路上一度進佔先頭位置，然而不斷失速之下最終以第十四大敗。
5月21日出戰雌馬三冠次關優駿牝馬（日本橡樹大賽），比賽途中一直以穩定的節奏於中團位置推進，進入直路後隨即和一同衝出的川上公主纏鬥，但最終不敵對手被對方率先透出下以3/4馬位憾負。
入秋後持續向分級賽挑戰，並於玫瑰錦標及秋華賞均取得第三的不俗戰績下證明自身實力所在。
11月12日出戰女皇伊利沙伯二世盃，由於其僅勝出條件戰入別的賽事，加上本次比賽有橡樹秋華雙冠馬川上公主、上屆盟主東商變革及玫瑰錦標冠軍愛慕之吻等強敵參戰，因而其僅獲得第七人氣。比賽開始後，Shells Lei率先帶出領放，愛慕之吻於先頭位置推進，火神及川上公主位於中團，而東商變革則選擇在後方追走。通過第三彎道後，騎師福永祐一指揮其發力加速，並於進入直路後開始衝刺，可惜最終仍然被後方的川上公主超越，落後1 1/2馬位差距以第二衝線。然而所有賽駒衝線後審議燈隨即亮起，經過長達15分鐘的審議，賽會認爲川上公主於直路的內閃對Yamanin Sucre構成妨礙，最終判處其貶至第十二的懲罰，因而火神得以遞補成爲冠軍奪得首個一級賽優勝，亦爲日本賽馬史上第二匹以遞補形式取得一級賽的賽駒。
11月26日出戰日本盃，但於其中敗於大震撼及網亨通等強敵，最終僅獲得第五。

### 4歲
2007年首戰爲地方賽事皇后盃，本次比賽一直保持於第二的先頭位置推進，然而進入直路後未能最大程度加速，最終被Tosen Jo O拉開1 1/2馬位落敗。
其後於春季餘下賽事未有任何突破，最佳戰績爲在皇后錦標取得第五。
入秋後以札幌紀念作爲起動戰，比賽開始後隨即以凌厲的姿態搶佔位置，最終不斷衝刺保持速度下成功一放到底，以頸位優勢壓贏Agnes Ark取得第二個分級賽冠軍。
9月17日出戰榆樹錦標取得以第十一大敗後，於女皇伊利沙伯二世盃以僅敗於大和赤驥取得亞軍，然而其後出戰日本盃再度因爲失速僅獲第九。
完成日本盃後，陣營原定安排其出戰有馬紀念，但於賽前被發現左肩不良於行而避戰，其後陣營僅決定安排其退役，並於12月26日取消日本中央競馬會的賽駒註冊。

### 詳細賽績
| 日期       | 舉辦國家 | 馬場 | 距離   | 級別   | 賽事名稱           | 負重 | 騎師     | 馬號 | 出馬 | 名次 | 時間   | 頭馬（二馬）     |
| ---------- | -------- | ---- | ------ | ------ | ------------------ | ---- | -------- | ---- | ---- | ---- | ------ | ---------------- |
| 12/11/2005 | 日本     | 京都 | 草1800 |        | 2歲新馬            | 54   | 角田晃一 | 15   | 18   | 1    | 1:48.1 | （Tokai Wonder） |
| 4/12/2005  | 日本     | 阪神 | 草1600 | GI     | 阪神兩歲牝馬錦標   | 54   | 角田晃一 | 16   | 18   | 3    | 1:37.6 | T M Precure      |
| 25/12/2005 | 日本     | 阪神 | 草1600 |        | 2歲500萬獎金以下   | 54   | 角田晃一 | 15   | 15   | 3    | 1:36.1 | Shells Lei       |
| 4/2/2006   | 日本     | 京都 | 草1600 | OP     | 妖精錦標           | 54   | 角田晃一 | 3    | 13   | 6    | 1:36.1 | Saint Victoire   |
| 25/2/2006  | 日本     | 中山 | 草1600 |        | 金盞花賞           | 54   | 角田晃一 | 10   | 16   | 1    | 1:35.1 | （Juno Blackie） |
| 18/3/2006  | 日本     | 中山 | 草1800 | GIII   | 百花盃             | 54   | 角田晃一 | 16   | 16   | 2    | 1:49.1 | 天之吻           |
| 9/4/2006   | 日本     | 阪神 | 草1600 | GI     | 櫻花賞             | 55   | 角田晃一 | 17   | 18   | 14   | 1:36.4 | 天之吻           |
| 21/5/2006  | 日本     | 東京 | 草2400 | GI     | 優駿牝馬           | 55   | 福永祐一 | 2    | 18   | 2    | 2:26.3 | 川上公主         |
| 17/9/2006  | 日本     | 中京 | 草2000 | GII    | 玫瑰錦標           | 54   | 福永祐一 | 8    | 17   | 3    | 1:59.0 | 愛慕之吻         |
| 15/10/2006 | 日本     | 京都 | 草2000 | GI     | 秋華賞             | 55   | 福永祐一 | 5    | 18   | 3    | 1:58.5 | 川上公主         |
| 12/11/2006 | 日本     | 京都 | 草2200 | GI     | 女皇伊利沙伯二世盃 | 54   | 福永祐一 | 15   | 15   | 1    | 2:11.6 | （東商變革）     |
| 26/11/2006 | 日本     | 東京 | 草2400 | GI     | 日本盃             | 53   | 福永祐一 | 8    | 11   | 5    | 2:25.9 | 大震撼           |
| 28/2/2007  | 日本     | 川崎 | 泥2100 | JpnII  | 皇后盃             | 56   | 福永祐一 | 12   | 13   | 2    | 2:16.7 | Tosen Jo O       |
| 24/3/2007  | 日本     | 中山 | 草2500 | GII    | 日經賞             | 55   | 福永祐一 | 4    | 14   | 9    | 2:33.0 | 永通達           |
| 14/4/2007  | 日本     | 阪神 | 草1600 | GII    | 讀賣盃             | 56   | 福永祐一 | 15   | 15   | 9    | 1:33.4 | 金剛力王         |
| 13/5/2007  | 日本     | 東京 | 草1600 | JpnI   | 維多利亞一哩賽     | 55   | 福永祐一 | 5    | 18   | 12   | 1:33.5 | 戀曲             |
| 12/8/2007  | 日本     | 札幌 | 草1800 | JpnIII | 女皇錦標           | 55   | 福永祐一 | 8    | 11   | 5    | 1:47.1 | Asahi Rising     |
| 2/9/2007   | 日本     | 札幌 | 草2000 | JpnII  | 札幌紀念           | 55   | 藤田伸二 | 1    | 16   | 1    | 2:00.1 | （Agens Ark）    |
| 17/9/2007  | 日本     | 札幌 | 泥1700 | JpnIII | 榆樹錦標           | 56   | 藤岡佑介 | 5    | 13   | 11   | 1:45.1 | Meisho Tokon     |
| 11/11/2007 | 日本     | 京都 | 草2200 | GI     | 女皇伊利沙伯二世盃 | 56   | 李慕華   | 12   | 14   | 2    | 2:12.0 | 大和赤驥         |
| 25/11/2007 | 日本     | 東京 | 草2400 | GI     | 日本盃             | 55   | 藤田伸二 | 12   | 18   | 9    | 2:25.7 | 賞月             |

## 退役後
退役後，火神成爲了繁殖雌馬，於北海道安平町北部牧場休養，在2008年進行配種。首匹子嗣Supervia於2009年出生，可於2001年出賽。2018年1月8日，杏目在新山紀念取勝，成為首匹在分級賽取勝的子嗣。4月8日，杏目於櫻花賞取勝，成爲首匹於一級賽取勝的龍王子嗣，其後杏目更勇奪優駿牝馬及秋華賞，成爲史上第五匹雌馬三冠得主，更於2020年奪得日本盃後成爲唯一一匹合共於中央及海外奪得草地一級賽九勝的賽駒。
2017年10月28日，其於休養地死亡，享年14歲。

### 主要子嗣

#### 一級賽優勝子嗣
粗體字為一級賽
2015年生
- 杏目（新山紀念、櫻花賞、優駿牝馬、秋華賞、兩次日本盃、 杜拜草地大賽、兩次秋季天皇賞、維多利亞一哩賽）

### 詳細繁殖資料
| 數目     | 馬名             | 出生年 | 性別 | 父系     | 練馬師                           | 馬主                 | 戰績                                                   |
| -------- | ---------------- | ------ | ---- | -------- | -------------------------------- | -------------------- | ------------------------------------------------------ |
| 第一匹   | Supervia         | 2009   | 雄   | 吉兆     | 栗東・橋田滿                     | 佐佐木主浩           | 23戰2冠0亞1季（退役）                                  |
| 第二匹   | Pyxis            | 2010   | 雌   | 吉兆     | 栗東・石坂正                     | Carrot Farm Co Ltd   | 8戰1冠1亞1季（退役・繁殖）                             |
| 第三匹   | Sun Elpis        | 2011   | 雌   | 夏威夷王 | 栗東・淺見秀一                   | 三田昌宏             | 12戰1冠1亞0季（退役・繁殖）                            |
| 第四匹   | Pandora's Hope   | 2012   | 雌   | 夏威夷王 | 栗東・松永幹夫 →名古屋・角田輝也 | 窪田康志             | 11戰2冠2亞2季（退役・繁殖）                            |
| 第五匹   | Danon Yell       | 2013   | 雄   | 無敵先鋒 | 栗東・安田隆行                   | Danox Co Ltd         | 4戰1冠0亞1季（退役）                                   |
| 第六匹   | Pan de Ring      | 2014   | 雌   | 夏威夷王 |                                  |                      | （未出賽・繁殖）                                       |
| 第七匹   | 杏目             | 2015   | 雌   | 龍王     | 美浦・國枝榮                     | Silk Racing Co Ltd   | 15戰11冠2亞1季（退役・繁殖） 分級賽10勝、內含一級賽9勝 |
| 第八匹   | Unakite          | 2016   | 雌   | 約翰內斯 | 美浦・木村哲也 →美浦・宮田敬介   | Silk Racing Co Ltd   | 17戰2冠3亞2季（退役・繁殖）                            |
| 第九匹   | Satono Esperanza | 2017   | 雄   | 統治地位 | 美浦・堀宣行                     | Satomi Horse Company | 5戰1冠2亞0季（登錄取消・死亡）                         |
|          | （受胎失敗）     |        |      | 龍王     |                                  |                      |                                                        |
| 統治地位 | （受胎失敗）     |        |      |          |                                  |                      |                                                        |

## 血統簡介
父系週日寧靜是美國三冠賽雙冠馬，退役後在日本配種，在日本馬壇相當成功，贏得多項分級賽事，其子嗣贏得巨額獎金，連續12年成為日本冠軍種馬。祖父Halo爲美國賽駒，曾贏得一級賽冠軍，爲美國冠軍種馬。
母系Lotta Lace爲美國馬匹，生涯無出賽紀錄。外祖父雷里耶夫爲加拿大著名種馬北地舞人子嗣，由於自身配種成績亦非常優秀，現已經確立成一支獨立的種馬系統。

### 血統表
| 父線：週日寧靜系（Halo系）         |                             |                 |               |
| 種馬 週日寧靜 1986年（棕色）       | Halo 1969年（棕色）         | Hail to Reason  | Turn-to       |
| 種馬 週日寧靜 1986年（棕色）       | Halo 1969年（棕色）         | Hail to Reason  | Nothirdchance |
| 種馬 週日寧靜 1986年（棕色）       | Halo 1969年（棕色）         | Cosmah          | Cosmic Bomb   |
| 種馬 週日寧靜 1986年（棕色）       | Halo 1969年（棕色）         | Cosmah          | Almahmoud     |
| 種馬 週日寧靜 1986年（棕色）       | Wishing Well 1975年（棗色） | Understanding   | Promised Land |
| 種馬 週日寧靜 1986年（棕色）       | Wishing Well 1975年（棗色） | Understanding   | Pretty Ways   |
| 種馬 週日寧靜 1986年（棕色）       | Wishing Well 1975年（棗色） | Mountain Flower | Montparnasse  |
| 種馬 週日寧靜 1986年（棕色）       | Wishing Well 1975年（棗色） | Mountain Flower | Edelweiss     |
| 繁殖雌馬 Lotta Lace 1992年（栗色） | 雷利耶夫 1977年（棗色）     | 北地舞人        | 新北區        |
| 繁殖雌馬 Lotta Lace 1992年（栗色） | 雷利耶夫 1977年（棗色）     | 北地舞人        | Naltama       |
| 繁殖雌馬 Lotta Lace 1992年（栗色） | 雷利耶夫 1977年（棗色）     | Special         | Forli         |
| 繁殖雌馬 Lotta Lace 1992年（栗色） | 雷利耶夫 1977年（棗色）     | Special         | Thong         |
| 繁殖雌馬 Lotta Lace 1992年（栗色） | Sex Appeal 1970年（栗色）   | Buckpasser      | Tom Fool      |
| 繁殖雌馬 Lotta Lace 1992年（栗色） | Sex Appeal 1970年（栗色）   | Buckpasser      | Busanda       |
| 繁殖雌馬 Lotta Lace 1992年（栗色） | Sex Appeal 1970年（栗色）   | Best in Show    | Traffic Judge |
| 繁殖雌馬 Lotta Lace 1992年（栗色） | Sex Appeal 1970年（栗色）   | Best in Show    | Stolen Hour   |
| 雌系：Best in Show系（號族：8-f）  |                             |                 |               |
| 五代內近親交配：Almahmoud 4×5      |                             |                 |               |

## 命名由來
名字中，Fusaichi（フサイチ）是馬主關口房朗的冠名，出自其名字中的「房」（フサ）加上「一」（イチ）組成，Pandora（パンドラ）即是古希臘神話中的潘朵拉，香港則忽略冠名部分，只取後半部分，並聯想自此神話中火神赫菲斯托斯用粘土創造人類一事，翻譯為「火神」。

## 外部連結
- 火神 netkeiba.com （页面存档备份，存于）
- 血統表 （页面存档备份，存于）